# Medalla Conmemorativa del 800.º Aniversario de Moscú
La Medalla Conmemorativa del 800.º Aniversario de Moscú (en ruso: Медаль «В память 800-летия Москвы») es una medalla conmemorativa estatal de la Unión Soviética establecida por decreto del Presídium del Sóviet Supremo de la URSS el 20 de septiembre de 1947 y otorgada a destacados ciudadanos y veteranos de guerra soviéticos en conmemoración del 800.º aniversario de la primera referencia rusa a la ciudad de Moscú, que data de 1147, cuando el príncipe Yuri Dolgoruki del Principado de Vladímir-Súzdal, hijo de Vladímir II Monómaco, pidió a Sviatoslav Ólgovich, príncipe de Nóvgorod-Síverski queː «ven a visitarme en Moscú, hermano».

## Historia
La creación del premio se programó para que coincidiera con el ochocientos aniversario de Moscú. El 6 de septiembre de 1947, después de los fuegos artificiales festivos del Día de la Ciudad, el locutor de Radio Moscú Yuri Levitán anunció solemnemente el establecimiento de una medalla conmemorativa para celebrar el aniversario de la ciudad, así como la concesión de la Orden de Lenin a la capital.
El 20 de septiembre de 1947 se emitió un decreto oficial sobre la introducción de un nuevo premio estatal. El diseño de la medalla fue realizado por el artista principal de la fábrica Goznak, Iván Dubásov, junto con Samuil Tulchinsky. La primera medalla fue concedida al Secretario del Comité Central del PCUS Iósif Stalin el 10 de julio de 1948.
El 23 de junio de 1951, el reglamento de la medalla fue complementado por Resolución del Presídium del Sóviet Supremo de la URSS. El decreto del Presídium del Sóviet Supremo de la URSS del 17 de julio de 1980 modificó el artículo 4 de la disposición. La medalla fue privada del estatus de premio estatal por el decreto del presidente de la Federación de Rusia de fecha 7 de septiembre de 2010.

## Estatuto
Según el reglamento sobre la medalla, se premió a los siguientes grupos de población:
- Trabajadores, ingenieros y personal técnico y empleados de empresas industriales, transporte y servicios municipales de Moscú;[1]
- Trabajadores de la ciencia, la tecnología, el arte, la literatura, la educación y la salud;
- Empleados de instituciones estatales, partidos, sindicatos, Komsomol y otras organizaciones públicas, que se distinguieron por realizar labores de reconstrucción de la capital y aseguraron con su trabajo el desarrollo de su industria, el transporte urbano, así como el desarrollo científico, cultural y el de las instituciones educativas;
- Personal militar, inválidos de guerra y laborables;
- Amas de casa que participaron activamente en la mejora de la ciudad y en el trabajo en las escuelas y las guarderías

El premio estaba condicionado a haber residido en la ciudad de Moscú o sus suburbios durante un mínimo de cinco años.
La medalla era otorgada en nombre del Presídium del Sóviet Supremo de la URSS por el Comité Ejecutivo de la ciudad de Moscú y los Diputados del Pueblo de los Comités Ejecutivos Regionales sobre la base de documentos emitidos por los jefes de empresas, del Partido o de organizaciones gubernamentales.
La medalla se lleva en el lado izquierdo del pecho y, en presencia de otras órdenes y medallas de la URSS, se coloca inmediatamente después de la Medalla Conmemorativa del 50.º Aniversario de la Milítsiya. Si se usa en presencia de medallas y órdenes de la Federación de Rusia, estas últimas tienen prioridad.

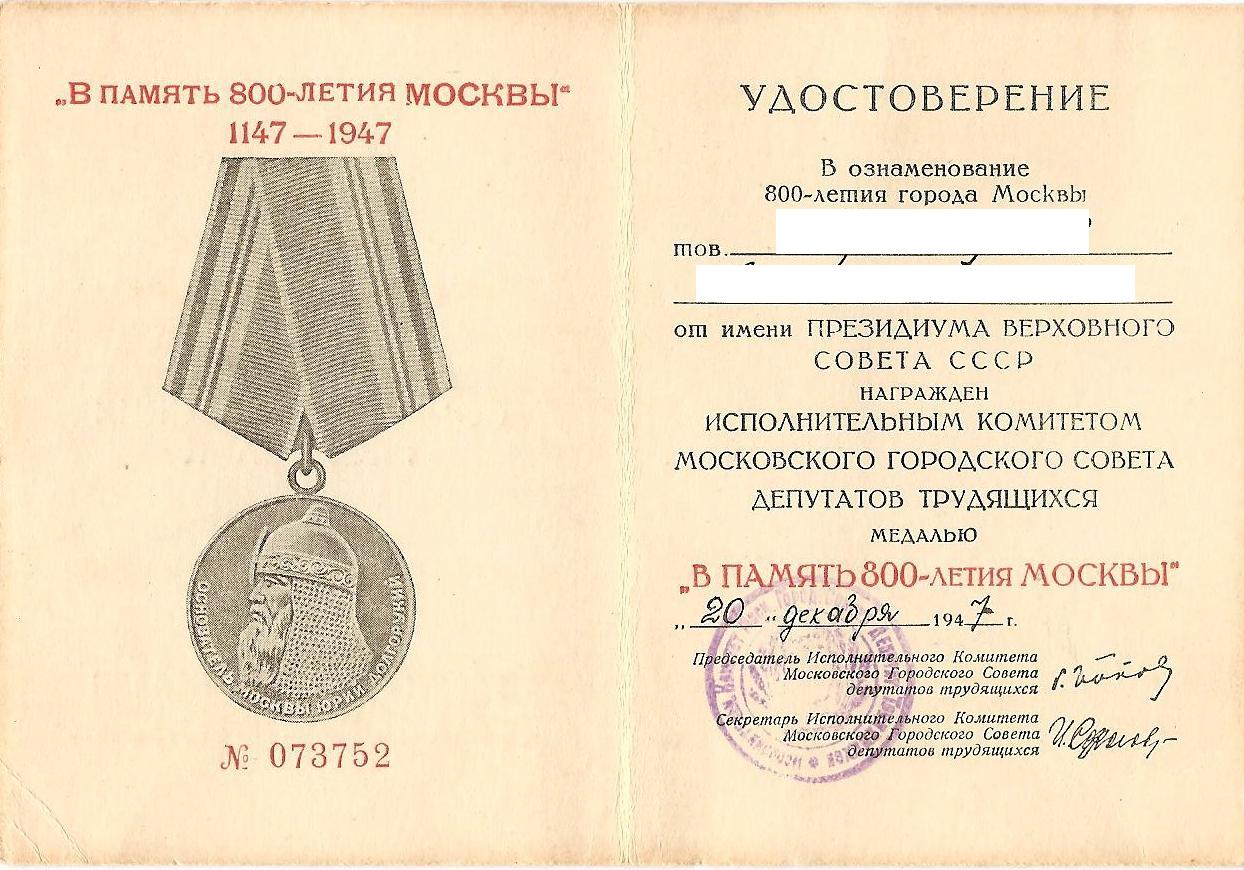
Certificado de concesión de la Medalla

Cada medalla venía con un certificado de premio, este certificado se presentaba en forma de un pequeño folleto de cartón de 8 cm por 11 cm con el nombre del premio, los datos del destinatario y un sello oficial y una firma en el interior. Por decreto del 5 de febrero de 1951 del Presídium del Sóviet Supremo de la URSS, se estableció que la medalla y su certificado quedarían en manos de la familia tras la muerte del beneficiario.
La información sobre los galardonados con la medalla está disponible en el principal departamento de archivos de la ciudad de Moscú. Desde 2014, se proporciona un certificado de archivo sobre la presentación de la medalla a través del portal de servicios estatales y municipales.

## Descripción

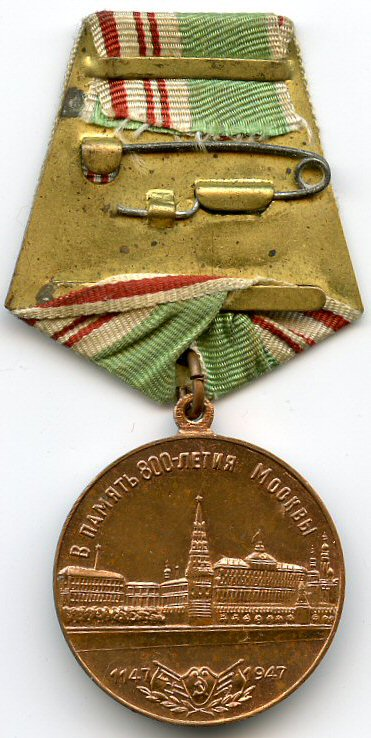
Reverso de la Medalla Conmemorativa del 800.º Aniversario de Moscú

Es una medalla circular de metal estampado de una sola pieza con un diámetro de 37 mm hecha de cobre con un borde elevado por ambos lados.
El anverso de la medalla muestra un perfil en relieve de la cabeza del primer Príncipe de Moscovia, Yuri Dolgoruki, con casco. El perfil de Dolgoruki mira hacia la izquierda. En la parte inferior de la medalla, a lo largo del borde circular, hay una inscripción en relieve: «El fundador de Moscú Yuri Dolgoruki» (en ruso: «Основатель Москвы Юрий Долгорукий»).
El reverso presenta un relieve del Kremlin de Moscú en el centro. en la parte inferior también en el centro hay un escudo con una hoz y un martillo, bordeado por dos estandartes, armas y ramas de laurel. Las fechas «1147» y «1947» se indican a la izquierda y a la derecha del escudo. En la parte superior, cerca del lateral, está inscrito el texto: «En conmemoración del 800.º aniversario de Moscú» (en ruso: «В память 800-летия Москвы»).
Todas las inscripciones e imágenes de la medalla son convexas.
La medalla está conectada con un ojal y un anillo a un bloque pentagonal a través del bucle de suspensión de la medalla. La montura está cubierto con una cinta de muaré de seda verde de 24 mm de ancho, con cuatro rayas longitudinales blancas y tres rojas en ambos lados de la cinta.